# Maulana Mohammad Ali
Maulana Mohammad Ali Jouhar (Rampur, Uttar Pradesh, 1878 - Londres, 4 de enero de 1931) fue un político, periodista y poeta indio musulmán y uno de los principales dirigentes del movimiento Khilafat.

## Biografía
Mohammad Ali nació en 1878 el estado de Rampur en una familia de linaje Rohilla Pashtun. Era hermano de Maulana Shaukat Ali. A pesar de la temprana muerte de su padre, la familia logró salir adelante y Ali llegó a asistir a la Universidad Musulmana Aligarh y al Colegio Lincoln de la Universidad de Oxford en 1898, estudiando historia moderna. Tras su regreso a la India fungió como director de educación para el estado de Rampur y luego se trabajó en el servicio civil de Baroda. Escribió para periódicos ingleses e indios, en inglés y en urdu. Inició el semanario Hamdard en urdu y Comrade en 1911. En 1913 se mudó a Delhi. Mohammad Ali buscó expandir la Universidad Musulmana Aligarh, entonces conocida como el Colegio Mahometano Anglo-Oriental, y fue uno de los cofundadores de la universidad Jamia Millia Islamia en 1920, la habría de ser transferida a Delhi.
Mohammad Ali fue miembro fundador de la Liga Musulmana en Daca en 1906, de la cual fue su presidente en 1918. Se mantuvo activo en la Liga hasta 1928. Ali representó la delegación musulmana que viajó a Inglaterra en 1919 con el propósito de convencer al gobierno británico para que éste evitara que Mustafa Kemal depusiera a Mehmed VI, sultán de Turquía, quien al mismo tiempo era el Califa del Islam. La negativa del gobierno británico provocó la formación del comité Khalifat, el cual dirigió a los musulmanes indios a protestar y boicotear el gobierno.
Hacia 1921, Ali formó una coalición de nacionalistas musulmanes entre los que se encontraban Maulana Shaukat Ali, Maulana Azad, Hakim Ajmal Khan, Mukhtar Ahmed Ansari y el dirigente nacionalista indio Mahatma Gandhi, quien logró el apoyo del Congreso Nacional Indio y de miles de hindúes como muestra de unidad. Ali apoyó el llamado de Gandhi a un movimiento de resistencia nacional civil, e inspiró varias protestas y huelgas a lo largo de la India. Fue arrestado por autoridades británicas y estuvo en prisión durante dos años por haber presentado un discurso considerado sedicioso en la Conferencia Khilafat. Fue elegido presidente del Congreso Nacional Indio en 1923.
Desilusionado por el fracaso del movimiento Khilafat y la decisión de Gandhi de suspender la desobediencia civil en 1922 debido al incidente de Chauri Chaura, Mohammad Ali deja el Partido del Congreso y reinicia la publicación de su semanario Hamdard. Se opuso a la no aceptación de electorados separados para musulmanes contenido en el Reporte Nehru, documento que proponía reformas constitucionales y el estado de dominio, nación autónoma dentro del Imperio Británico, redactado por un comité de miembros hindúes y musulmanes del Partido del Congreso, encabezados por el presidente Motilal Nehru. Apoyó los Catorce puntos de Muhammad Ali Jinnah y su Liga. Se volvió un crítico de Gandhi, rompiendo con líderes musulmanes como Maulana Azad, Hakim Ajmal Khan y Mukhtar Ahmed Ansari, quienes continuaron apoyando a Gandhi y al Congreso Nacional Indio. Ali asistió a la Conferencia de Mesa Redonda manteniendo la opinión de que sólo la Liga Musulmana hablaba por los musulmanes indios. Murió después de la conferencia en Londres, el 4 de enero de 1931, y fue enterrado en Jerusalén de acuerdo a sus propios deseos.